# Our Idiot Brian
Our Idiot Brian («Наш идиот Брайан ») — восьмая серия тринадцатого сезона мультсериала «Гриффины». Премьерный показ состоялся 11 января 2015 года на канале FOX.

## Сюжет
Мег обеспокоена грядущей сдачей государственных экзаменов, она понимает, что может завалить задания. Тогда подруги советуют ей найти кого-нибудь умного, кто сможет сдать экзамен вместо неё. Решение приходит весьма быстро: Брайан, по мнению Мег, достаточно умен и сможет набрать хорошие баллы. Тогда уже дома она притворяется, что читала роман Брайана «Быстрее скорости любви». Неудачник-писатель, чья книга едва продается на Amazon, соглашается помочь Мег.
Надев шапку и очки, Брайан усаживается за парту: все идет как по маслу, пока, наконец, Мег не получает результаты тестирования: Брайан написал экзамен ужасно, набрав 1000 баллов из 2400 возможных. Стьюи говорит, что это — подтверждение глупости Брайана. Впрочем, сам он так не считает и перекладывает вину на сам тест, называя его глупым. К разговору подключается Питер, который обещает показать Брайану все прелести жизни тупого. Вместе они совершают разные глупости: пьют бензин, ездят на опасной скорости, рушат дом… В конце концов, Брайан начинает тупеть, разговаривать исключительно фразами из известных фильмов и сериалов, у него случается обморок.
В больнице доктор Хартман обнаруживает у Брайана доброкачественную опухоль мозга, из-за которой, вероятно, Брайан стал вести себя так странно. Сам он наотрез отказывается удалять её, говоря о том, что быть тупым — это весело. Тогда Стьюи решает освежить в памяти друга культуру и манеры: вместе они идут на занятия йогой, в театр, ресторан, однако, всё безуспешно: Брайан не меняется. Когда уже Стьюи готов смириться с потерей своего умного друга, ему приходит в голову идея заманить Брайана в больницу на операцию. Трюк срабатывает: опухоль удалена, Брайан благодарит Стьюи за то, что он вновь «превратил его в алкоголика, который может тусоваться только с ребенком»

## Рейтинги
- Рейтинг эпизода составил 2.0 среди возрастной группы 18—49 лет.
- Серию посмотрело порядка 4.12 миллиона человек.
- Серия уступила по количеству зрителей «Симпсонам» в тот вечер Animation Domination на канале FOX.[1]

## Критика
Представители родительской организации за цензуру на ТВ Parents Television Council, будучи жесткими критиками сериала на протяжении многих лет, назвали эпизод «худшим на неделе», отмечая «отсутствие обеспокоенности в сериале по поводу сексизма. Или антисемитизма. Или изнасилований и растления малолетних и разжигания ненависти.»